# Eric Clapton

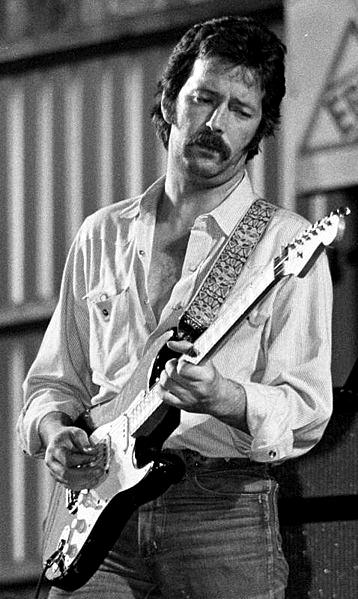
Koncert 19 czerwca 1977

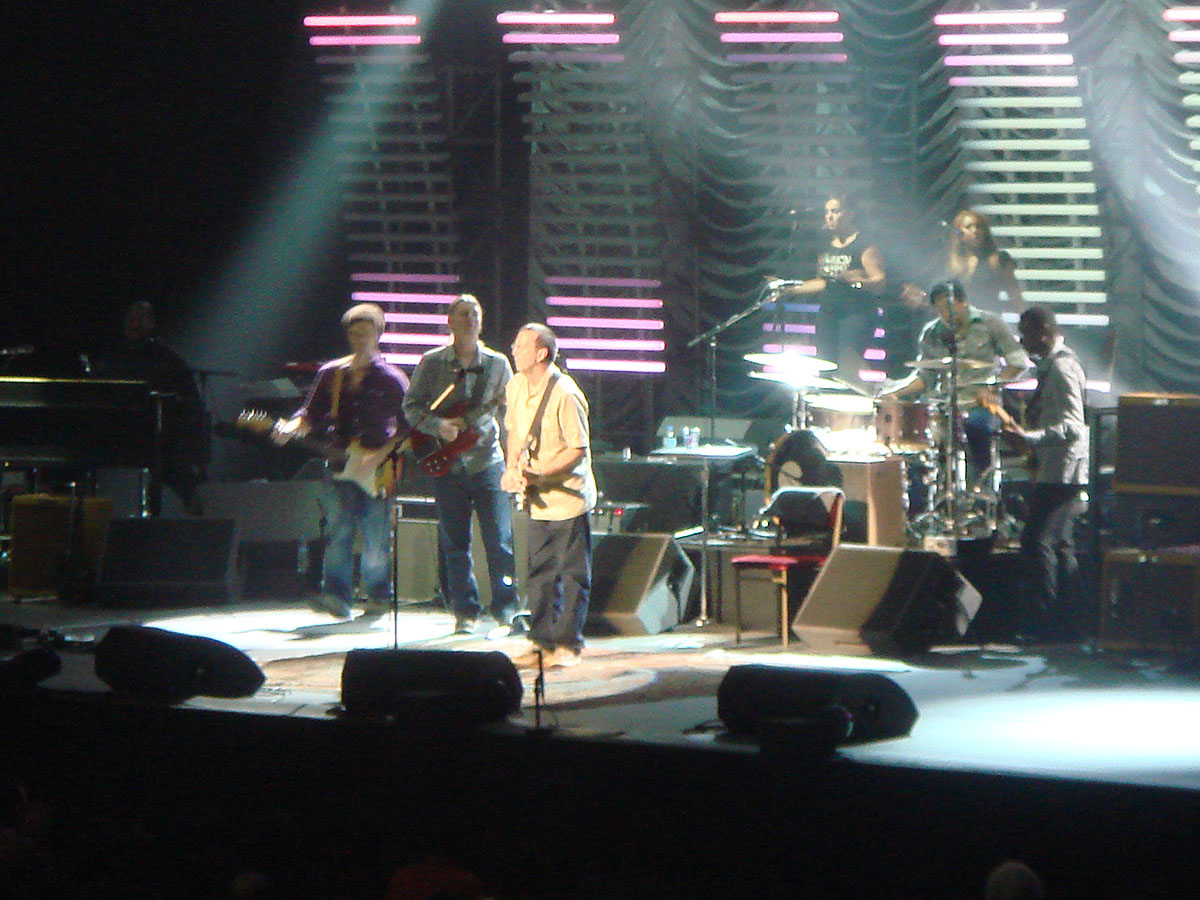
Koncert 24 listopada 2006

Eric Patrick Clapton, ps. „Slowhand” (ur. 30 marca 1945 w Ripley w Anglii) – brytyjski muzyk rockowy i bluesowy, gitarzysta, kompozytor, wokalista.
Członek wielu zespołów rockowych i jeden z najbardziej znanych symboli muzyki rockowej. W roku 2003 pojawił się na 4. miejscu listy 100 największych gitarzystów wszech czasów magazynu „Rolling Stone”, w 2011 zaś na miejscu 2. W 2000 roku został wprowadzony jako artysta solowy do Rock and Roll Hall of Fame.

## Życiorys

### Początki
Eric Clapton urodził się w Ripley, w hrabstwie Surrey, w Anglii, jako nieślubne dziecko 16-letniej Patricii Molly Clapton i Edwarda Waltera Fryera, 25-letniego kanadyjskiego żołnierza. Fryer jeszcze przed narodzinami syna wyruszył na wojnę, a później wrócił do Kanady.
Erica wychowywała babka ze swoim drugim mężem. Chłopiec wierzył, że są oni jego rodzicami, a jego matka – starszą siostrą. Dziadkowie nosili nazwisko Clapp, co było przyczyną pojawiających się sugestii, jakoby to było prawdziwe nazwisko Erica. Później jego matka poślubiła innego kanadyjskiego żołnierza, przeniosła się do Kanady i zostawiła syna dziadkom. Eric odkrył rodzinny sekret w wieku 9 lat i był to w jego życiu moment przełomowy.
Eric wyrastał jako zdeklarowany „urwis”. Uczęszczał do szkoły średniej Hollyfield w Surbiton. Pierwszą pracę zawodową podjął jako listonosz. Od najwcześniejszych lat miał kontakt z bluesem i w wieku lat 13 dostał na urodziny gitarę z metalowymi strunami. Nauka gry była jednak dla niego tak trudna, że mało brakowało, a dałby za wygraną. Po ukończeniu szkoły Eric ukończył roczny kurs w roku 1962 w Kingston College of Art. Mniej więcej w tamtym okresie zaczął grywać na ulicy w okolicach Kingston upon Thames, Richmond upon Thames oraz londyńskiego West Endu. Eric wstąpił do pierwszego zespołu kiedy miał 17 lat, a był to zespół grający muzykę R&B – The Roosters – grał w nim od stycznia do sierpnia 1963. We wrześniu tego roku wziął udział w siedmiu występach grupy Casey Jones and the Engineers.

### The Yardbirds i John Mayall & Bluesbreakers
Od 1963 do marca 1965 roku Clapton występował w rock and rollowym zespole o bluesowych korzeniach – The Yardbirds. W jego grze spotkały się wpływy bluesa chicagowskiego i największych bluesowych gitarzystów tamtych lat – takich jak Buddy Guy, Freddie King i B.B. King. Clapton wypracował charakterystyczny styl i szybko stał się jednym z najpopularniejszych gitarzystów brytyjskiej sceny muzycznej.
Na początku zespół The Yardbirds grał bluesowe kawałki i stał się kultowy po tym jak muzycy przejęli rezydencję Rolling Stonesów w Crawdaddy Club w Richmond upon Thames. W trasie koncertowej po Anglii towarzyszył im amerykański bluesman – Sonny Boy Williamson II; nagrany wspólnie w grudniu 1963 longplay został wydany w roku 1965. W marcu tego roku, tuż po tym jak Clapton opuścił zespół, sukces zdobył pierwszy wielki hit zespołu, na którym Clapton grał na gitarze – „For Your Love.”
Clapton był przywiązany do bluesa i poczuł się urażony nowym popowym nastawieniem grupy, po części z tego powodu, że utwór „For Your Love” został napisany przez Grahama Gouldmana, który tworzył piosenki na zamówienie, a który zajmował się również pisaniem przebojów dla młodzieżowego zespołu popowego Herman’s Hermits oraz dla The Hollies. Na swoje miejsce Clapton polecił innego gitarzystę – Jimmy’ego Page’a, lecz w tamtym czasie Page nie chciał rezygnować z lukratywnej kariery niezależnego muzyka studyjnego. Page polecił więc kolejnego kandydata – Jeffa Becka. Później Page dołączył jednak do zespołu.
Po opuszczeniu the Yardbirds w marcu 1965 roku, w kwietniu Clapton dołączył do John Mayall & the Bluesbreakers. Namiętna gra Claptona w nocnych klubach oraz na albumie Blues Breakers with Eric Clapton ustaliła jego pozycję gitarzysty bluesowego znanego na całym świecie. W tamtym czasie grał na gitarze 1960 Gibson Les Paul Standard i na wzmacniaczu Marshalla. Jego gra pobudziła szaleństwo graffiti – pojawiały się napisy „Clapton is God” („Clapton jest Bogiem”). Po raz pierwszy hasło to umieścił wielbiciel na ścianie stacji metra Islington w połowie lat 60.

### Cream
Clapton opuścił the Bluesbreakers w połowie roku 1966 (został zastąpiony przez Petera Greena) i stworzył zespół Cream, jedną z pierwszych supergrup na świecie określanych mianem "power trio". W jego skład weszli także Jack Bruce (z Manfred Mann, the Bluesbreakers oraz Graham Bond Organisation) oraz Ginger Baker (z Graham Bond Organisation). Clapton rozwijał się jako gitarzysta, piosenkarz i twórca tekstów, jednak to Bruce był głównym wokalistą i napisał większość tekstów wraz z Pete’em Brownem. Pierwszy występ Cream odbył się 29 lipca 1966 roku w kameralnej atmosferze lokalu Twisted Wheel w Manchesterze, natomiast pierwszy ważny koncert zagrali na Windsor Jazz and Blues Festival. Swój status legendy Cream zawdzięcza hałaśliwym bluesowym jamom i rozbudowanym koncertowym solówkom, natomiast ich dzieła studyjne charakteryzują się dużym wyrafinowaniem.
Na początku roku 1967 status Claptona jako największego bluesowego gitarzysty został zagrożony przez pojawienie się Jimiego Hendrixa. Hendrix był obecny na występie Cream, który odbył się 1 października 1966 roku w Central London Polytechnic – podczas którego zagrał utwór „Killing Floor”.
Repertuar grupy Cream obejmował muzykę pop, soul („I Feel Free”), jak również długie bluesowe jamy instrumentalne („Spoonful”). Charakterystyka ich stylu to zjadliwa linia gitarowa Claptona, wysoki głos Bruce’a oraz jego wydatna, płynna gra na basie, a także mocne, polirytmiczne brzmienie bębnów Bakera, na które wpływ miał jazz. W ciągu zaledwie trzech lat zespół osiągnął ogromny sukces komercyjny sprzedając 15 milionów płyt i występując dla tłumów w całych Stanach Zjednoczonych i Europie. Clapton, Baker i Bruce ponownie zdefiniowali pozycję instrumentalistów w muzyce rockowej, a także jako jedni z pierwszych ukazali istotę muzycznej wirtuozerii.
Cream był uznawany za jeden z najlepszych zespołów swoich czasów, a status Claptona jako gitarowego herosa osiągał coraz to nowy wymiar. Nie uchroniło to jednak zespołu przed rozpadem – doprowadził do niego legendarny już konflikt pomiędzy Bruce’em a Bakerem oraz rosnące napięcia pomiędzy wszystkimi trzema muzykami. Innym istotnym czynnikiem była krytyczna recenzja koncertu z drugiej amerykańskiej trasy koncertowej grupy, która pojawiła się w magazynie Rolling Stone, a która szczerze dotknęła Claptona. W tamtym czasie był on już zauroczony muzyką zespołu The Band, który wydał album Music from Big Pink. Clapton zaczął wierzyć, że muzyka rockowa zmierza teraz w nowym kierunku, a jego zauroczenie osiągnęło takie natężenie, że nawet spytał członków zespołu, czy nie chcieliby go przyjąć, ale The Band odmówili.
Pożegnalny album grupy Cream, wydany w 1968 roku tuż po rozwiązaniu zespołu – Goodbye – zawierał utwory nagrane na żywo 19 października 1968 roku w The Forum w Los Angeles oraz studyjną wersję singla „Badge”, napisanego wspólnie przez Claptona i George’a Harrisona. Ci dwaj poznali się w London Palladium, jeszcze za czasów pobytu Claptona w the Yardbirds i stali się bliskimi przyjaciółmi. Rezultatem tej znajomości był np. udział Claptona w utworze Harrisona „While My Guitar Gently Weeps” z Białego Albumu Beatlesów. Niezależnie od tego jaka była prawda, obecność osoby z zewnątrz takiej jak Clapton pomogła w zaprowadzeniu harmonii w skłóconym zespole. W 1969 roku podczas tworzenia materiału na album „Let It Be”, Harrison opuścił studio po ostrej kłótni. W roku wydania Białego Albumu Harrison zadebiutował jako solista albumem Wonderwall Music, na którym Clapton zagrał na gitarze, jednak jego nazwisko nie zostało wymienione z powodu ograniczeń kontraktowych. Obaj muzycy często grywali razem na żywo aż do śmierci Harrisona w roku 2001. Po tym wydarzeniu zorganizowano koncert ku jego czci, którego Clapton był dyrektorem muzycznym.
Od czasu rozpadu grupy Cream w 1968 roku, muzycy ponownie zagrali razem dopiero w roku 1993, podczas ceremonii wstąpienia do Rock and Roll Hall of Fame. Prawdziwy comeback miał jednak miejsce dopiero w maju roku 2005. Wtedy to Clapton, Bruce i Baker zagrali 4 koncerty w londyńskiej Royal Albert Hall (tam grali swe pożegnalne koncerty w roku 1968) oraz 3 występy w nowojorskiej sali Madison Square Garden w październiku tegoż roku. Nagrania z Londynu zostały wydane na CD i DVD we wrześniu 2005.

### Blind Faith i Delaney, Bonnie and Friends
Kolejnym projektem Claptona był zespół Blind Faith, który powstał w 1969, a w którego skład weszli creamowy perkusista Ginger Baker, Steve Winwood z Traffic i Ric Grech z grupy Family. Kwartet nagrał tylko jeden album i odbył jedną trasę koncertową. Pierwszy występ grupy miał miejsce 7 czerwca 1969 roku w Hyde Parku w Londynie przy obecności 100 000 fanów. Później nastąpiła wyprzedana trasa koncertowa po Ameryce, po czym powstał ich jedyny album pt Blind Faith. Został on nagrany z takim pośpiechem, że jego druga strona zawierała zaledwie dwa nagrania, z czego jedno to 15-minutowy jam pt. „Do What You Like”. Jednakże na tym albumie pojawiły również się dwa klasyczne już utwory: „Can’t Find My Way Home” Winwooda i „Presence of the Lord” Claptona. Na kopercie albumu pojawiło się zdjęcie nagiej młodej dziewczyny i okładka ta uznana została za zbyt kontrowersyjną jak na Stany Zjednoczone – w amerykańskiej edycji zamiast dziewczyny pojawiło się zdjęcie zespołu. Blind Faith zakończyło działalność po zaledwie roku. Winwood wrócił do zespołu Traffic, natomiast Clapton był już zmęczony przebywaniem w centrum uwagi i szumem jaki powstał wokół obu jego zespołów. Chciał teraz tworzyć muzykę, która bardziej przypominałaby styl The Band.
Clapton odsunął się w cień na pewien czas i towarzyszył w tournée amerykańskiej grupie Delaney and Bonnie and Friends. W roku 1969 przeprowadził się do Nowego Jorku i współpracował z tym zespołem aż do początku roku 1970. W tamtym okresie zaprzyjaźnił się z Delaneyem Bramlettem, który zachęcał Claptona do śpiewania i pisania piosenek. W roku 1970 wydał swój pierwszy album solo pod tytułem Eric Clapton. Wspomagali go akompaniatorzy Bramletta oraz gwiazdorska obsada muzyków takich jak Leon Russell i Stephen Stills (Clapton zagrał również na ich albumach solowych). Na płycie znalazły się m.in. kompozycja Bramletta – „Bottle of Red Wine”, utwór Claptona – „Let It Rain”, a także „After Midnight” autorstwa J.J. Cale’a, który to utwór wspiął się na 18. miejsce w rankingach popularności w USA.
W okresie „pomiędzy zespołami” (1969–1970) Clapton brał udział w nagraniach u innych artystów – grał np. na All Things Must Pass George’a Harrisona, na Sometime in New York City grupy The Plastic Ono Band oraz na Sun Moon and Herbs, którego twórcą był Dr. John.

### Derek and the Dominos
Clapton chciał stworzyć nowy zespół, który miał zneutralizować jego kultowy status gwiazdy – artysta chciał stać się po prostu jednym z członków zespołu. Do tego celu przejął sekcję rytmiczną z Delaney & Bonnie’s, w skład którego wchodzili: Bobby Whitlock (klawisze, śpiew), Carl Radle (bas) i Jim Gordon (perkusja). Tony Ashton z The Remo Four i Ashton, Gardner, Dyke, Paice Ashton i Lord zawsze zwracali się do Erica „Derek”, więc zespół został nazwany Derek and The Dominos. Przyjaźń z Harrisonem doprowadziła do tego, że Clapton poznał jego żonę – Pattie Boyd, w której się zakochał, ta jednak odrzuciła jego zaloty. To nieodwzajemnione uczucie stało się natchnieniem dla dużej części materiału, który pojawił się na płycie the Dominos – Layla and Other Assorted Love Songs. Hitem okazał się utwór „Layla”, zainspirowany dziełem klasycznego perskiego poety Nezamiego – Lajla i Madżnun, które Clapton otrzymał od przyjaciela. Clapton odkrył duże podobieństwo pomiędzy sytuacjami Lajli i Madżnuna a swoją i Boyd-Harrison.
Zespół pracował w Criteria Studios w Miami, a producentem albumu był Tom Dowd. Ten błyskotliwy, podwójny album uważany jest za jedno z arcydzieł Claptona. Dwie części utworu „Layla” zostały nagrane podczas różnych sesji: najpierw otwierająca partia gitary, natomiast do części drugiej, nagranej w kilka miesięcy później, perkusista Jim Gordon skomponował i zagrał na pianinie. Longplay Layla został tak naprawdę nagrany przez pięciu muzyków, dzięki niespodziewanemu pojawieniu się Duane’a Allmana z The Allman Brothers Band. Kilka dni później Dowd, który był również producentem Allmanów, zaprosił Claptona na koncert zespołu w Miami. Obaj gitarzyści, którzy przedtem znali się jedynie ze słyszenia, spotkali się po koncercie za sceną, po czym oba zespoły udały się do studio żeby pojamować (ta improwizowana sesja została nagrana na kasecie). Clapton i Allman byli nawzajem zauroczeni swoją grą i natychmiast stali się przyjaciółmi – a Duane Allman został zaproszony do The Dominos. Studyjne jamowanie zostało ostatecznie wydane jako część trzypłytowej wersji albumu Layla, wydanej w dwudziestą rocznicę jego ukazania.
Zanim Clapton spotkał się z Allmanem, The Dominos nagrali już trzy kawałki – „I Looked Away”, „Bell Bottom Blues” i „Keep On Growing”; Allman zadebiutował na czwartym – „Nobody Knows You When You’re Down And Out” i już do końca albumu dostarczał wspaniałej gry. Na brzmienie tego albumu wpłynął w dużej mierze blues i to właśnie tutaj wylansował się najmocniejszy materiał nagrany do tej pory przez Claptona oraz jedne z najlepszych przykładów jego gry na gitarze. Whitlock również dostarczył kilka świetnych numerów i swój mocny, soulujący głos.
Zespół, pomimo jego krótkiej kariery, dotykały wielkie tragedie. Claptonem wstrząsnęła wiadomość o śmierci Hendriksa. Zaledwie osiem dni wcześniej zespół nagrał ostrą wersję „Little Wing” w hołdzie właśnie dla Hendriksa; została ona ostatecznie dodana do albumu. Rok później, w przededniu pierwszej amerykańskiej trasy zespołu, Duane Allman zginął w wypadku motocyklowym. Niedolę Claptona powiększyło jeszcze cierpkie początkowe przyjęcie albumu, co go zdenerwowało i rozwiało jego złudzenia. Wcześniej (zapewne w swojej naiwności) spodziewał się, że płyta będzie oceniana za swoją wartość artystyczną, a nie za jego udział.
Wstrząśnięty zespół rozpoczął jednak trasę po Stanach. Clapton przyznawał później, że wszystko działo się wtedy z pomocą narkotyków i alkoholu. Mimo to z tego materiału powstał podwójny album na żywo – In Concert. Derek and the Dominos rozpadli się w Londynie, tuż po rozpoczęciu nagrywania materiału na drugą płytę; Radle pozostał głównym basistą Claptona do lata 1979 roku; w maju 1980 roku zmarł z przedawkowania alkoholu i narkotyków. Natomiast rozstanie Claptona z Whitlockiem było najwyraźniej bardziej osobiste i artyści wrócili do współpracy dopiero w roku 2003 – Clapton wystąpił gościnnie podczas występu Witlocka w programie Later with Jools Holland, gdzie zagrał i zaśpiewał „Bell Bottom Blues”, który to kawałek pojawił się później na DVD Later with Jools. Kolejnym tragicznym przypisem do historii Dominosów był los perkusisty Jima Gordona, który okazał się niezdiagnozowanym schizofrenikiem; parę lat później w psychotycznym ataku zamordował matkę przy pomocy młotka i został skazany na 14 lat więzienia. Po kilku latach odbywania wyroku został przeniesiony do zakładu dla umysłowo chorych, gdzie pozostał już do końca swojego życia. Zmarł 13 marca 2023 roku.

### Kariera solowa
Pomimo sukcesu zawodowego, życie osobiste Claptona pod koniec roku 1971 było w rozsypce. Po pierwsze, Clapton darzył nieodwzajemnionym i intensywnym uczuciem Pattie Boyd-Harrison. Przestał też nagrywać i dawać koncerty i odizolował się w swojej rezydencji w hrabstwie Surrey w Anglii. Tam pogłębił się jego nałóg heroinowy, a jedynym występem w tamtym czasie był Concert for Bangladesh w sierpniu 1971 roku, podczas którego stracił przytomność, został ocucony i grał dalej. W styczniu 1973 roku, członek grupy The Who, Pete Townshend zorganizował Claptonowi koncert powrotny w Rainbow Theatre w Londynie (Rainbow Concert), aby pomóc Claptonowi w pokonaniu uzależnienia. Clapton odwzajemnił się później grając utwór „The Preacher” w filmowej wersji Tommy’ego autorstwa Kena Russella w roku 1975.
Drogi Claptona i Boyd-Harrison w końcu się spotkały (aczkolwiek ślub wzięli dopiero w 1979) i artysta był wolny od heroiny, choć zaczął dużo pić. Zebrał nowy zespół koncertowy, w którego skład weszli: Radle, gitarzysta z Miami George Terry, perkusista Jamie Oldaker i wokalistki Yvonne Elliman i Marcy Levy (później lepiej znana jako Marcella Detroit z zespołu Shakespears Sister). Z tą ekipą Clapton nagrał w 1974 roku 461 Ocean Boulevard. Album ten przedstawiał raczej przyjemne piosenki niż wyjątkowe zdolności muzyków. Cover utworu „I Shot The Sheriff” stał się wielkim hitem i miał ważny wkład w popularyzacji muzyki reggae i osoby Boba Marleya. Zespół grał koncerty na całym świecie, a materiał z nich pojawił się w 1975 roku na płycie E.C. Was Here.
Album wydany w 1975 roku, There’s One in Every Crowd podążał trendem wyznaczonym na 461. Pierwsza wersja tytułu płyty brzmiała „The World’s Greatest Guitar Player (There’s One In Every Crowd)”, lecz obawiano się, że jej ironiczny wydźwięk może nie zostać zauważony. Odrzucono również pierwszy projekt szaty graficznej, którą stworzył Clapton, a która przedstawiała ponurego człowieka ze szklanką w ręku. Zastąpiono ją zdjęciem psa artysty, o imieniu Jeep.
Clapton sporadycznie nagrywał i regularnie koncertował. Dużą część jego występów z tego okresu cechowała celowa powściągliwość – nie były więc równie popularne jak jego wcześniejsze dokonania. Najważniejsze albumy tego okresu to No Reason to Cry, w którym swój wkład mieli Bob Dylan i Robbie Robertson oraz Slowhand, na którym pojawił się „Wonderful Tonight”, utwór zainspirowany Patti Boyd-Harrison; a także drugi cover J.J. Cale, „Cocaine”, który od tamtej pory stał się rockowym hymnem.

### Powrót
Pod koniec lat 70. Clapton próbował pogodzić się z nowymi trendami w muzyce. Również w tym okresie pogrążył się w nałogu alkoholowym, którego skutkiem była hospitalizacja i rekonwalescencja na wyspie Antigua, gdzie później pomógł w założeniu ośrodka rehabilitacyjnego "The Crossroads Centre", który pomaga ludziom walczącym z nałogami narkotykowym i alkoholowym.
W roku 1981 został zaproszony przez Martina Lewisa na imprezę dobroczynną organizowaną przez Amnesty International, pt. "The Secret Policeman’s Other Ball". Clapton przyjął zaproszenie i razem z Jeffem Beckiem wykonali kilka numerów – był to podobno ich pierwszy oficjalny wspólny występ na scenie. Trzy z utworów zostały później wydane na płycie, a jeden pojawił się w filmie dokumentującym to wydarzenie; występ zwiastował powrót artysty do wysokiej formy i sławy w nowym dziesięcioleciu.
W roku 1984 Clapton zagrał na solowym albumie Rogera Watersa pt. The Pros and Cons of Hitch Hiking i udał się wraz z nim na trasę koncertową promującą płytę. Od tego czasu obu muzyków łączy bliska przyjaźń. W 2005 roku wystąpili razem na koncercie charytatywnym, podczas którego zbierano fundusze dla ofiar tsunami, a 20 maja 2006 w Highclere Castle panowie wykonali razem utwory „Wish You Were Here” i „Comfortably Numb”.
Po uwolnieniu się od uzależnienia, lata 80. przyniosły dwa albumy nagrane razem z Philem Collinsem – Behind the Sun (z którego pochodzą przeboje „Forever Man” i „She’s Waiting”) oraz August.
W roku 1989 kariera Erica Claptona zatoczyła pełne koło – nagrał album Journeyman, na którym pojawiły się utwory z różnych muzycznych półek – blues, jazz, soul i pop. Powstały one przy współpracy z takimi artystami jak George Harrison, Phil Collins, Daryl Hall, Chaka Khan, Michael Kamen, Mick Jones, David Sanborn i Robert Cray.

### Kolejne tragedie
W roku 1985 Eric, wtedy mąż Pattie Clapton, miał romans z Yvonne Khan Kelly i w tym samym roku urodziła im się córka. Artysta przez kilka lat nie przyznawał się publicznie do jej istnienia; wiele lat później jej głos pojawił się na albumie Pilgrim, a w roku 2001 jej zdjęcie ukazało się w książeczce do albumu Reptile. Eric rozwiódł się z Pattie w 1989 roku, po romansie z włoską modelką Lory Del Santo, która urodziła ich syna Conora w sierpniu 1986 (ang. August, co posłużyło za tytuł albumu wydanego w tym samym roku).
27 sierpnia 1990 gitarzysta Stevie Ray Vaughan, który brał udział w tournée Claptona, oraz dwóch członków ekipy technicznej zginęło w katastrofie helikoptera. 20 marca 1991, czteroletni Conor wypadł z okna z 53. piętra nowojorskiego apartamentu swojej matki. Wyraz smutku Claptona znajduje się w utworze „Tears in Heaven”, który posłużył za ścieżkę dźwiękową do filmu Rush, za który otrzymał nagrodę Grammy.

### Powrót Slowhanda
Za album z serii MTV Unplugged, na którym artysta zagrał na gitarze akustycznej, Clapton otrzymał drugą nagrodę Grammy, natomiast na albumie From the Cradle, na którym pojawiły się nowe wersje standardów bluesowych, muzyk powrócił już do gitary elektrycznej.
Pod koniec wieku XX nagrał świetnie przyjęte albumy z Carlosem Santaną i B.B. Kingiem. W 1996 roku nagrał utwór „Change the World” (autorstwa Wayne’ego Kirkpatricka, Gordona Kennedy’ego i Tommy’ego Simsa), który pojawił się na ścieżce dźwiękowej do filmu Phenomenon. Clapton zdobył za niego nagrodę Grammy za najlepszy utwór roku 1997. W tym samym roku nagrał (pod pseudonimem TDF) wraz z Simonem Climie’em album z muzyką elektroniczną pt. Retail Therapy. Rok później pojawił się album Pilgrim – pierwszy z nowym materiałem od prawie dziesięciu lat.
W 1998 Clapton był w związku z piosenkarką Sheryl Crow. Spotykali się krótko, jednak krążą pogłoski, że jej utwór „My Favorite Mistake” opowiada właśnie o jej związku z Claptonem. Obecnie są przyjaciółmi.
W 1999 roku 54-letni Clapton poznał 25-letnią graficzkę Melię McEnery w Los Angeles podczas pracy nad albumem nagrywanym wspólnie z B.B. Kingiem. Pobrali się w roku 2002 w kościele St Mary Magdalen w Ripley w hrabstwie Surrey. W roku 2005 mieli już trzy córki o imionach Julie Rose, Ella May i Sophie. Na albumie wydanym w 2006 roku The Road to Escondido pojawił się utwór „Three Little Girls” („Trzy dziewczynki”), w którym opowiada o swoim zadowoleniu z życia rodzinnego z żoną i córkami.
W 2001 roku nagrał album Reptile, a w 2002 poprowadził koncert w Royal Albert Hall poświęcony George’owi Harrisonowi, który rok wcześniej zmarł na raka. W koncercie wzięli również udział m.in. Paul McCartney, Ringo Starr, Jeff Lynne, Tom Petty oraz Ravi Shankar.
W roku 2004 wydał dwupłytowy album, na którym znalazły się covery legendy bluesa, Roberta Johnsona. W sierpniu tego roku wydał natomiast pierwszy album z nowymi nagraniami od pięciu lat – Reprise Records.

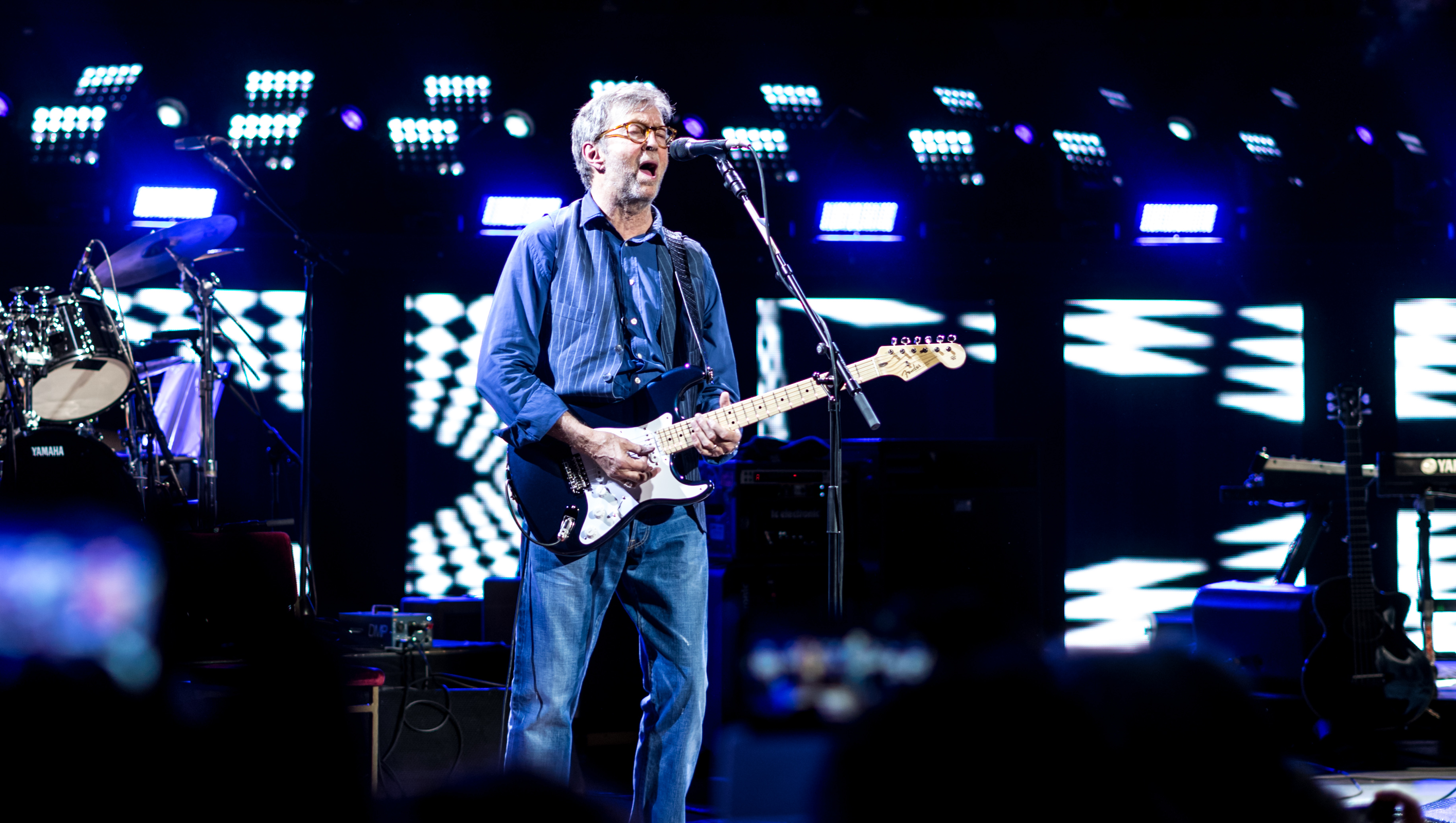
Koncert na Royal Albert Hall w Londynie, 24 maja 2017

20 maja 2006 roku Clapton wystąpił z perkusistą Queen Rogerem Taylorem i byłym frontmanem Pink Floyd Rogerem Watersem w Highclere Castle. W sierpniu pojawił się na koncercie Boba Dylana w Ohio. Również w 2006 roku wydał płytę The Road to Escondido, nagraną wspólnie z J.J. Cale’em; muzyka to m.in. blues, rock, country i folk. Artyści zadedykowali ten album wspólnemu zmarłemu przyjacielowi – Brianowi Roylance’owi. W 2008 roku nagrał ze Steve Winwoodem album Live from Madison Square Garden, który ukazał się w następnym roku. W roku 2010 ukazał się album studyjny Clapton, a trzy lata później Old Sock. 20 maja 2016 roku ukazał się 23. w kolejności studyjny album artysty zatytułowany I Still Do. Płyta zadebiutowała na 12. miejscu Oficjalnej Listy Sprzedaży w Polsce.

### Poszukiwania ojca
Dziadkowie Claptona ostatecznie ujawnili przed nim prawdę o jego rodzicach – o tym, że był nieślubnym dzieckiem kanadyjskiego żołnierza, jednak tożsamość ojca pozostawała zagadką przez wiele lat. Clapton wiedział jedynie, że nazywał się Edward Fryer. Kanadyjski dziennikarz – Michael Woloshuk – postanowił, że rozwiąże zagadkę – przeszukał archiwa kanadyjskich sił zbrojnych i dowiedział się, że ojciec Claptona urodził się 21 marca 1920 w Montrealu, a zmarł 15 maja 1985 w North York w Ontario. Grał na pianinie i na saksofonie. Był żonaty kilka razy i miał kilkoro dzieci, lecz najwyraźniej nigdy się nie dowiedział, że był ojcem Erica Claptona.

## Gitary Claptona
Eric Clapton wywarł wielki wpływ na popularyzację niektórych modeli gitary elektrycznej. Na początku swojej kariery korzystał zarówno z Gibsonów, jak i Fenderów – aż do połowy roku 1965, kiedy to zakupił używaną gitarę modelu Gibson Les Paul Standard.
W czasie pobytu w zespole Cream grał na Gibsonach, w tym na modelach Gibson Les Paul, Gibson Firebird oraz Gibson ES-335, lecz najsłynniejszą gitarą z tamtego okresu był Gibson SG 1964, którą wyróżniał m.in. psychodeliczny wygląd. Na początku roku 1967 instrument ten wraz z Fenderem VI Bruce’a i bębnami Bakera zostały pomalowane w krzykliwe wzory przez grupę artystyczną znaną jako The Fool.
W okresie, w którym w jego życiu ważne miejsce odgrywała heroina (1969–1974) Clapton sprzedał część ze swojej kolekcji gitar, aby uzbierać pieniądze na narkotyki. Z pomocą przyszedł mu wtedy Pete Townshend z zespołu The Who. Widząc jak Clapton sprzedaje jedne ze swoich najukochańszych gitar, zaczął skutecznie pomagać mu w walce z nałogiem.
W późniejszym okresie, pod wpływem Steve’a Winwooda oraz Buddy’ego Guya, Clapton zaczął używać gitar modelu Fender Stratocaster – pierwszą była Brownie, której użył do nagrania albumu Layla and Other Assorted Love Songs i na której grał tak długo, aż nie rozpadła się na kawałki w roku 1985.
W roku 1999 Clapton sprzedał na aukcji niektóre gitary ze swojej kolekcji – uzbierał dzięki temu 5 milionów dolarów na dalszą działalność ośrodka Crossroads Centre w Antigua, założonego w 1997 roku. Jest to centrum, gdzie leczeni są ludzie uzależnieni od narkotyków i alkoholu. Inna z aukcji gitar Claptona, przeprowadzona w 2004 roku przez dom aukcyjny Christie’s, przyniosła prawie 7,5 miliona dolarów zysku.

## Dyskografia

### Albumy studyjne
| Tytuł                       | Dane dot. albumu                                          | Pozycja na liście | Pozycja na liście | Pozycja na liście | Pozycja na liście | Pozycja na liście | Pozycja na liście | Pozycja na liście | Pozycja na liście | Pozycja na liście | Pozycja na liście | Certyfikat                                                                            |
| Tytuł                       | Dane dot. albumu                                          | USA               | UK                | AUS               | NZL               | NOR               | FRA               | JPN               | CHE               | GER               | NLD               | Certyfikat                                                                            |
| --------------------------- | --------------------------------------------------------- | ----------------- | ----------------- | ----------------- | ----------------- | ----------------- | ----------------- | ----------------- | ----------------- | ----------------- | ----------------- | ------------------------------------------------------------------------------------- |
| Eric Clapton                | - Data: sierpień 1970 - Wydawca: Polydor                  | 13                | 17                | 7                 | –                 | 17                | –                 | 85                | –                 | –                 | –                 | - USA: złota płyta                                                                    |
| 461 Ocean Boulevard         | - Data: lipiec 1974 - Wydawca: Polydor                    | 1                 | 3                 | –                 | 38                | 4                 | –                 | 8                 | –                 | 11                | 4                 | - USA: złota płyta - UK: platynowa płyta                                              |
| There’s One in Every Crowd  | - Data: marzec 1975 - Wydawca: Polydor                    | 21                | 15                | –                 | 24                | –                 | –                 | 31                | –                 | –                 | –                 | - UK: srebrna płyta                                                                   |
| No Reason to Cry            | - Data: 27 sierpnia 1976 - Wydawca: Polydor               | 21                | 8                 | –                 | 18                | 3                 | –                 | 11                | –                 | –                 | 9                 | - UK: platynowa płyta                                                                 |
| Slowhand                    | - Data: 25 listopada 1977 - Wydawca: Polydor              | 2                 | 23                | –                 | 32                | 5                 | –                 | 35                | –                 | 66                | 17                | - USA: 3x platynowa płyta - CAN: 2x platynowa płyta - UK: platynowa płyta             |
| Backless                    | - Data: listopad 1978 - Wydawca: Polydor                  | 8                 | 18                | –                 | 22                | 2                 | –                 | 52                | –                 | –                 | 22                | - USA: platynowa płyta - CAN: platynowa płyta - UK: srebrna płyta                     |
| Another Ticket              | - Data: 17 lutego 1981 - Wydawca: Reprise                 | 7                 | 18                | –                 | 3                 | 5                 | –                 | 32                | –                 | 26                | 38                | - USA: złota płyta - CAN: złota płyta                                                 |
| Money and Cigarettes        | - Data: luty 1983 - Wydawca: Reprise                      | 16                | 13                | –                 | 11                | 5                 | –                 | 9                 | –                 | 22                | 16                | - USA: złota płyta                                                                    |
| Behind the Sun              | - Data: 11 marca 1985 - Wydawca: Reprise                  | 34                | 8                 | –                 | 21                | 5                 | –                 | 15                | 3                 | 15                | 5                 | - USA: platynowa płyta                                                                |
| August                      | - Data: 24 listopada 1986 - Wydawca: Reprise              | 37                | 3                 | –                 | 38                | 12                | –                 | 28                | 23                | 32                | 29                | - USA: złota płyta - UK: platynowa płyta                                              |
| Journeyman                  | - Data: 7 listopada 1989 - Wydawca: Reprise               | 16                | 13                | 27                | 43                | 2                 | 17                | 29                | 7                 | 16                | 9                 | - USA: 2x platynowa płyta - CAN: platynowa płyta - UK: platynowa płyta                |
| From the Cradle             | - Data: 13 września 1994 - Wydawca: Reprise               | 1                 | 1                 | 6                 | 2                 | 6                 | 2                 | 6                 | 1                 | 6                 | 3                 | - USA: 3x platynowa płyta - UK: złota płyta                                           |
| Pilgrim                     | - Data: 10 marca 1998 - Wydawca: Reprise                  | 4                 | 6                 | 17                | 10                | 1                 | 5                 | 2                 | 4                 | 3                 | 7                 | - USA: platynowa płyta - CAN: 2x platynowa płyta - UK: złota płyta - POL: złota płyta |
| Reptile                     | - Data: 13 marca 2001 - Wydawca: Reprise                  | 5                 | 7                 | 20                | 15                | 7                 | 9                 | 8                 | 2                 | 2                 | 9                 | - USA: złota płyta - CAN: złota płyta - UK: złota płyta                               |
| Me and Mr. Johnson          | - Data: 23 marca 2004 - Wydawca: Reprise                  | 6                 | 10                | 23                | 14                | 14                | 11                | 9                 | 7                 | 8                 | 12                | - USA: złota płyta - CAN: złota płyta - UK: złota płyta                               |
| Sessions for Robert J       | - Data: 7 grudnia 2004 - Wydawca: Reprise                 | 172               | –                 | –                 | –                 | –                 | 120               | 18                | –                 | –                 | –                 |                                                                                       |
| Back Home                   | - Data: 30 sierpnia 2005 - Wydawca: Reprise               | 13                | 19                | –                 | –                 | 6                 | 16                | 4                 | 4                 | 2                 | 9                 | - USA: złota płyta                                                                    |
| Clapton                     | - Data: 28 września 2010 - Wydawca: Reprise               | 6                 | 19                | 21                | 11                | 5                 | 9                 | 8                 | 4                 | 3                 | 9                 | - POL: złota płyta                                                                    |
| Old Sock                    | - Data: 12 marca 2013 - Wydawca: Bushbranch, Surfdog      | 7                 | 97                | 22                | 11                | 7                 | 7                 | 15                | 11                | 5                 | 7                 |                                                                                       |
| I Still Do                  | - Data: 20 maja 2016 - Wydawca: Surfdog                   | 5                 | 6                 | 10                | 5                 | 12                | 9                 | 10                | 1                 | 74                | 5                 |                                                                                       |
| Happy Xmas                  | - Data: 12 października 2018 - Wydawca: Surfdog/Universal | 84                | 74                | –                 | –                 | –                 | –                 | –                 | –                 | 37                | –                 |                                                                                       |
| Meanwhile                   | - Data: 4 października 2024 - Wydawca: Surfdog/Universal  |                   |                   |                   |                   |                   |                   |                   |                   |                   |                   |                                                                                       |
| „–” album nie był notowany. |                                                           |                   |                   |                   |                   |                   |                   |                   |                   |                   |                   |                                                                                       |

### Albumy koncertowe
| Eric Clapton’s Rainbow Concert                                         | - Data: 10 września 1973 - Wydawca: RSO        | 18  | 19  | 51 | –  | –  | –   | 50 | –  | –  | –  | - UK: srebrna płyta                                                                         |
| E. C. Was Here                                                         | - Data: sierpień 1975 - Wydawca: Polydor       | 20  | 14  | 29 | –  | 13 | 13  | 11 | –  | –  | –  | - UK: srebrna płyta                                                                         |
| Just One Night                                                         | - Data: kwiecień 1980 - Wydawca: RSO           | 2   | 3   | 22 | 3  | 13 | –   | 32 | –  | –  | 36 | - USA: złota płyta - UK: srebrna płyta                                                      |
| Time Pieces Vol.II Live in the Seventies                               | - Data: 1983 - Wydawca: Polydor                | –   | –   | –  | 28 | –  | –   | –  | –  | –  | –  | - USA: złota płyta - UK: złota płyta                                                        |
| 24 Nights                                                              | - Data: 8 października 1991 - Wydawca: Reprise | 38  | 17  | 49 | 49 | –  | –   | 29 | 19 | 72 | 36 | - USA: złota płyta - UK: złota płyta                                                        |
| Unplugged                                                              | - Data: 18 sierpnia 1992 - Wydawca: Reprise    | 1   | 2   | 1  | 1  | 6  | 16  | 5  | 2  | 3  | 1  | - USA: diamentowa płyta - CAN: diamentowa płyta - UK: 4x platynowa płyta - POL: złota płyta |
| Crossroads 2: Live in the Seventies                                    | - Data: 2 kwietnia 1996 - Wydawca: Polydor     | 137 | 115 | –  | –  | –  | –   | –  | –  | –  | –  |                                                                                             |
| One More Car, One More Rider                                           | - Data: 5 listopada 2002 - Wydawca: Reprise    | 43  | 69  | –  | –  | 15 | 73  | 12 | 26 | 21 | –  |                                                                                             |
| Live from Madison Square Garden                                        | - Data: 19 maja 2009 - Wydawca: Reprise        | 14  | 40  | –  | –  | 31 | 34  | 63 | 33 | 8  | 60 | - USA: 2x platynowa płyta                                                                   |
| Play the Blues Live from Jazz at Lincoln Center (oraz Wynton Marsalis) | - Data: 13 września 2011 - Wydawca: Reprise    | 31  | 40  | –  | 40 | –  | 100 | –  | 18 | 8  | 21 | - POL: 2x platynowa płyta                                                                   |
| Crossroads Guitar Festival 2013                                        | - Data: 19 listopada 2013 - Wydawca: Reprise   | –   | –   | –  | –  | –  | 74  | –  | 50 | 5  | –  | - CAN: platynowa płyta                                                                      |
| „–” album nie był notowany.                                            |                                                |     |     |    |    |    |     |    |    |    |    |                                                                                             |

### Współpraca
| Riding with the King                   | - Data: 13 czerwca 2000 - Wydawca: Reprise    | 3  | 15 | 5  | 2 | 1 | 11 | 6 | 3 | 3 | 6 | - USA: 2x platynowa płyta - CAN: 2x platynowa płyta - UK: złota płyta |
| The Road to Escondido                  | - Data: 7 listopada 2006 - Wydawca: Reprise   | 23 | 50 | –  | – | 3 | 10 | – | 7 | 2 | 5 | - USA: złota płyta                                                    |
| The Breeze: An Appreciation of JJ Cale | - Data: 29 lipca 2014 - Wydawca: ADA, Surfdog | 2  | 2  | 17 | 3 | 2 | 26 | – | 2 | 2 | 1 | - POL: platynowa płyta                                                |
| „–” album nie był notowany.            |                                               |    |    |    |   |   |    |   |   |   |   |                                                                       |

### Ścieżki dźwiękowe
| Tytuł                                                               | Dane dot. albumu                                  | Pozycja na liście | Pozycja na liście | Pozycja na liście | Pozycja na liście | Pozycja na liście | Pozycja na liście | Pozycja na liście | Pozycja na liście | Pozycja na liście | Pozycja na liście | Certyfikat |
| Tytuł                                                               | Dane dot. albumu                                  | USA               | UK                | AUS               | NZL               | NOR               | FRA               | JPN               | CHE               | GER               | NLD               | Certyfikat |
| ------------------------------------------------------------------- | ------------------------------------------------- | ----------------- | ----------------- | ----------------- | ----------------- | ----------------- | ----------------- | ----------------- | ----------------- | ----------------- | ----------------- | ---------- |
| Homeboy                                                             | - Data: wrzesień 1989 - Wydawca: Virgin           |                   |                   |                   |                   |                   |                   |                   |                   |                   |                   |            |
| Rush (Original Score)                                               | - Data: 14 stycznia 1992 - Wydawca: Reprise       |                   |                   |                   |                   |                   |                   |                   |                   |                   |                   |            |
| The Story of Us [Music from the Motion Picture] (oraz Marc Shaiman) | - Data: 23 listopada 1999 - Wydawca: Warner Bros. |                   |                   |                   |                   |                   |                   |                   |                   |                   |                   |            |

### Kompilacje
| The History of Eric Clapton                                                | - Data: marzec 1972 - Wydawca: Polydor           | 6   | 20 | –  | –  | –  | –   | 60 | –  | –  | –  | - USA: złota płyta                              |
| Eric Clapton at His Best                                                   | - Data: wrzesień 1972 - Wydawca: Polydor         | 87  | –  | –  | –  | –  | –   | –  | –  | –  | –  |                                                 |
| Clapton                                                                    | - Data: 1973 - Wydawca: Polydor                  | 6   | –  | –  | –  | –  | –   | –  | –  | –  | –  |                                                 |
| Steppin’ Out                                                               | - Data: 1981 - Wydawca: Decca                    | –   | –  | –  | –  | –  | –   | –  | –  | –  | –  |                                                 |
| Time Pieces: The Best of Eric Clapton                                      | - Data: 14 maja 1982 - Wydawca: RSO              | 101 | 20 | 28 | 22 | –  | –   | –  | –  | –  | 65 | - USA: 7x platynowa płyta - UK: złota płyta     |
| Backtrackin                                                                | - Data: maj 1984 - Wydawca: Starblend Records    | –   | 29 | –  | 35 | –  | –   | –  | –  | –  | 79 |                                                 |
| The Cream of Eric Clapton (UK)                                             | - Data: wrzesień 1987 - Wydawca: RSO             | –   | 3  | 12 | 9  | –  | –   | –  | –  | –  | –  | - UK: 3x platynowa płyta                        |
| Crossroads                                                                 | - Data: kwiecień 1988 - Wydawca: Polydor         | 34  | –  | 68 | –  | –  | –   | 93 | –  | –  | –  | - USA: 3x platynowa płyta                       |
| Story                                                                      | - Data: 1991 - Wydawca: Polydor                  | –   | –  | –  | –  | –  | 9   | 53 | –  | –  | –  |                                                 |
| Stages                                                                     | - Data: 27 maja 1993 - Wydawca: Karussell/MRA    | –   | –  | –  | –  | –  | –   | –  | –  | –  | –  | - UK: srebrna płyta                             |
| The Cream of Clapton                                                       | - Data: 7 marca 1995 - Wydawca: Polydor          | 80  | 52 | –  | –  | 4  | 141 | –  | –  | 17 | 78 | - USA: 2x platynowa płyta                       |
| Blues                                                                      | - Data: 27 lipca 1999 - Wydawca: Polydor         | 52  | 52 | 38 | 10 | –  | 23  | –  | –  | –  | –  | - USA: złota płyta                              |
| Clapton Chronicles: The Best of Eric Clapton                               | - Data: 12 października 1999 - Wydawca: Polydor  | 20  | 6  | 16 | 12 | 3  | 3   | 2  | 5  | 3  | 17 | - USA: platynowa płyta - UK: 2x platynowa płyta |
| Martin Scorsese Presents The Blues: Eric Clapton                           | - Data: 9 września 2003 - Wydawca: Polydor       | –   | –  | –  | –  | –  | –   | –  | –  | –  | –  |                                                 |
| 20th Century Masters – The Millennium Collection: The Best of Eric Clapton | - Data: 15 czerwca 2004 - Wydawca: Polydor       | –   | –  | –  | –  | –  | –   | –  | –  | –  | –  |                                                 |
| Complete Clapton                                                           | - Data: 9 października 2007 - Wydawca: Reprise   | 14  | 2  | 38 | 14 | 5  | 15  | 13 | 32 | 41 | 15 | - USA: złota płyta - UK: platynowa płyta        |
| Icon                                                                       | - Data: 5 kwietnia 2011 - Wydawca: Polydor       | 114 | –  | –  | –  | –  | –   | –  | –  | –  | –  |                                                 |
| Forever Man                                                                | - Data: 28 kwietnia 2015 - Wydawca: Warner Music | 48  | 8  | 62 | 37 | 38 | 166 | 8  | 7  | 4  | 16 |                                                 |
| „–” album nie był notowany.                                                |                                                  |     |    |    |    |    |     |    |    |    |    |                                                 |

## Filmografia
| Tytuł                                               | Rok  | Rola        | Uwagi                                                   | Źródło |
| --------------------------------------------------- | ---- | ----------- | ------------------------------------------------------- | ------ |
| Yardbirds                                           | 1992 | jako on sam | film dokumentalny, reżyseria: Martin G. Baker           | [ 60 ] |
| The Passing Show: The Life and Music of Ronnie Lane | 2006 | jako on sam | film dokumentalny, reżyseria: Rupert Williams           | [ 61 ] |
| George Harrison: Living in the Material World       | 2011 | jako on sam | film dokumentalny, reżyseria: Martin Scorsese           | [ 62 ] |
| Uwaga! Mr. Baker                                    | 2012 | jako on sam | film dokumentalny, reżyseria: Jay Bulger                | [ 63 ] |
| B.B. King: The Life of Riley                        | 2012 | jako on sam | film dokumentalny, reżyseria: Jon Brewer                | [ 64 ] |
| Nathan East: For the Record                         | 2014 | jako on sam | film dokumentalny, reżyseria: Chris Gero, David Maxwell | [ 65 ] |